# Kanton Brûlon
Kanton Brûlon (fr. Canton de Brûlon) je francouzský kanton v departementu Sarthe v regionu Pays de la Loire. Tvoří ho 14 obcí.

## Obce kantonu
- Avessé
- Brûlon
- Chantenay-Villedieu
- Chevillé
- Fontenay-sur-Vègre
- Maigné
- Mareil-en-Champagne
- Pirmil
- Poillé-sur-Vègre
- Saint-Christophe-en-Champagne
- Saint-Ouen-en-Champagne
- Saint-Pierre-des-Bois
- Tassé
- Viré-en-Champagne